# Montreux '77 (album de Roy Eldridge)
Pour les articles homonymes, voir Montreux '77.
 (janvier 2018).
Albums de Roy Eldridge
What is All About
(1976) Roy Eldridge & Vic Dickenson
(1978)
Roy Eldridge 4 – Montreux '77 est un album en public du trompettiste et chanteur de jazz américain Roy Eldridge, enregistré au festival de jazz de Montreux (Suisse), en juillet 1977. Initialement publié la même année en vinyle, il est réédité, en 1989 en CD, dans la série Original Jazz Classics.

## Liste des titres
|       | 'Face A'                                |                                              |       |
| A1.   | Between the Devil and the Deep Blue Sea | Harold Arlen, Ted Koehler                    | 9:28  |
| A2.   | Go For                                  | Roy Eldridge                                 | 7:03  |
| A3.   | I Surrender, Dear                       | Harry Barris, Gordon Clifford                | 10:41 |
|       | 'Face B'                                |                                              |       |
| B1.   | Joie de Roy                             | Roy Eldridge                                 | 9:04  |
| B2.   | Perdido                                 | Ervin Drake, Hans J. Lengsfelder, Juan Tizol | 7:12  |
| B3.   | Bye Bye Blackbird                       | Mort Dixon, Ray Henderson                    | 7:32  |
| 51:00 |                                         |                                              |       |

## Crédits
| - Roy Eldridge : trompette - Oscar Peterson : piano - Niels-Henning Ørsted Pedersen : contrebasse - Bobby Durham : batterie | - Production : Norman Granz - Mastering digital, remastering : Phil DeLancie - Mixage : Val Valentin - Photographie : Phil Stern - Livret d'album : Benny Green |